# Софроницкий, Павел Александрович
Павел Александрович Софроницкий (26 августа 1910 года, Казань — 13 июля 1997 года, Пермь) — советский геолог-нефтяник, тектонист, стратиграф. Заведующий кафедрой исторической геологии Пермского университета (1952—1981), Доктор наук, профессор, заслуженный геолог РСФСР, почётный нефтяник РСФСР. Первооткрыватель нескольких месторождений нефти и газа в Приуралье.

## Биография
Родился в 1910 году в Казани. В 1932 году окончил Казанский университет по специальности геология.
Трудовую деятельность начал в качестве коллектора геолого-съемочной партии занимавшейся изучением территорий Татарской АССР, бассейна реки Суры и Пермской области. К 1941 году дослужился до должности геолога.
В 1941 году был призван в ряды Красной армии. Принимал участие в войне против Японии.
В 1946 году вернулся к работе геологом в Пермскую геолого-разведочную контору, которая после реорганизации стала именоваться — Объединение Пермнефть. Принимал участие в составлении геологических и структурно-геологических карт Пермской и Кировской областей, а также Удмуртии и Татарской АССР.
В качестве руководителя, принял непосредственное участие в открытии Полазнинского, Лобановского, Таныпского, Куединского, Гожанского, Ярино-Каменноложского, Козубаевского, Павловского и Шалашнинского месторождений нефти в Пермской области и Киенгопского — в Удмуртии.
С 1949 года начал читать лекции по геологии в Пермском университете. В 1952 году возглавил кафедру исторической геологии, заведовал кафедрой по 1981 год. В 1962 году ему была присуждена степень доктора геолого-минералогических наук, немногим позже звание профессора.
Является автором 120 научных работ (среди них в соавторстве фундаментальные монографии «Геологическое строение СССР» и «Геология Урала»).
Благодаря его настойчивости в вопросе проведения поисковых работ в Уфимско-Соликамской впадине, были обнаружены 35 нефтяных, 2 газонефтяных и 9 газовых месторождений. Одно из месторождений нефти в Чернушенском районе Пермского края носит его имя.
Отмечен рядом государственных наград, среди которых ордена Красной Звезды и Отечественной войны второй степени, 10 медалей за участие в Великой Отечественной войне, медаль «Столетие нефтяной и газовой промышленности СССР». Имеет звания: «Почетный нефтяник»(1979 год), «Заслуженный геолог РСФСР» (1980 год).
Скончался 13 июля 1997 года.